# Franciscaines d'Allegany
Les Franciscaines d'Allegany forment une congrégation religieuse enseignante et hospitalière de droit pontifical.

## Histoire
En 1854, John Timon, évêque de Buffalo se rend à Rome pour obtenir du pape la permission d'établir une communauté de franciscain dans le nouveau diocèse de Buffalo. L'année suivante, Pamphile de Magliano (en) (1824-1876) s'installe avec trois frères à Allegany et y ouvre l'université Saint-Bonaventure. Souhaitant étendre son apostolat également aux jeunes filles, il décide de fonder une congrégation féminine enseignante.
Les premières sœurs sont formées par les sœurs de Saint François de Philadelphie. La congrégation est officiellement fondée le 16 avril 1859 à Allegany. Les premières succursales sont ouvertes en 1865 à Winsted, (Connecticut) et à New York ; la première mission est fondée en Jamaïque en 1879.
L'institut reçoit le décret de louange le 26 janvier 1905 par la congrégation pour la propagation de la foi et l'approbation définitive de ses constitutions le 16 juillet 1913 de la congrégation des religieux.

## Activités et diffusion
Les sœurs se consacrent principalement à l'enseignement mais aussi à l'assistance aux malades.
Elles sont présentes en:
- Amérique du Nord : États-Unis.
- Amérique du Sud : Bolivie, Brésil.
- Grandes Antilles : Jamaïque.

La maison-mère est à Allegany.  
En 2017, la congrégation comptait 245 sœurs dans 69 maisons.